# Musée Jenisch

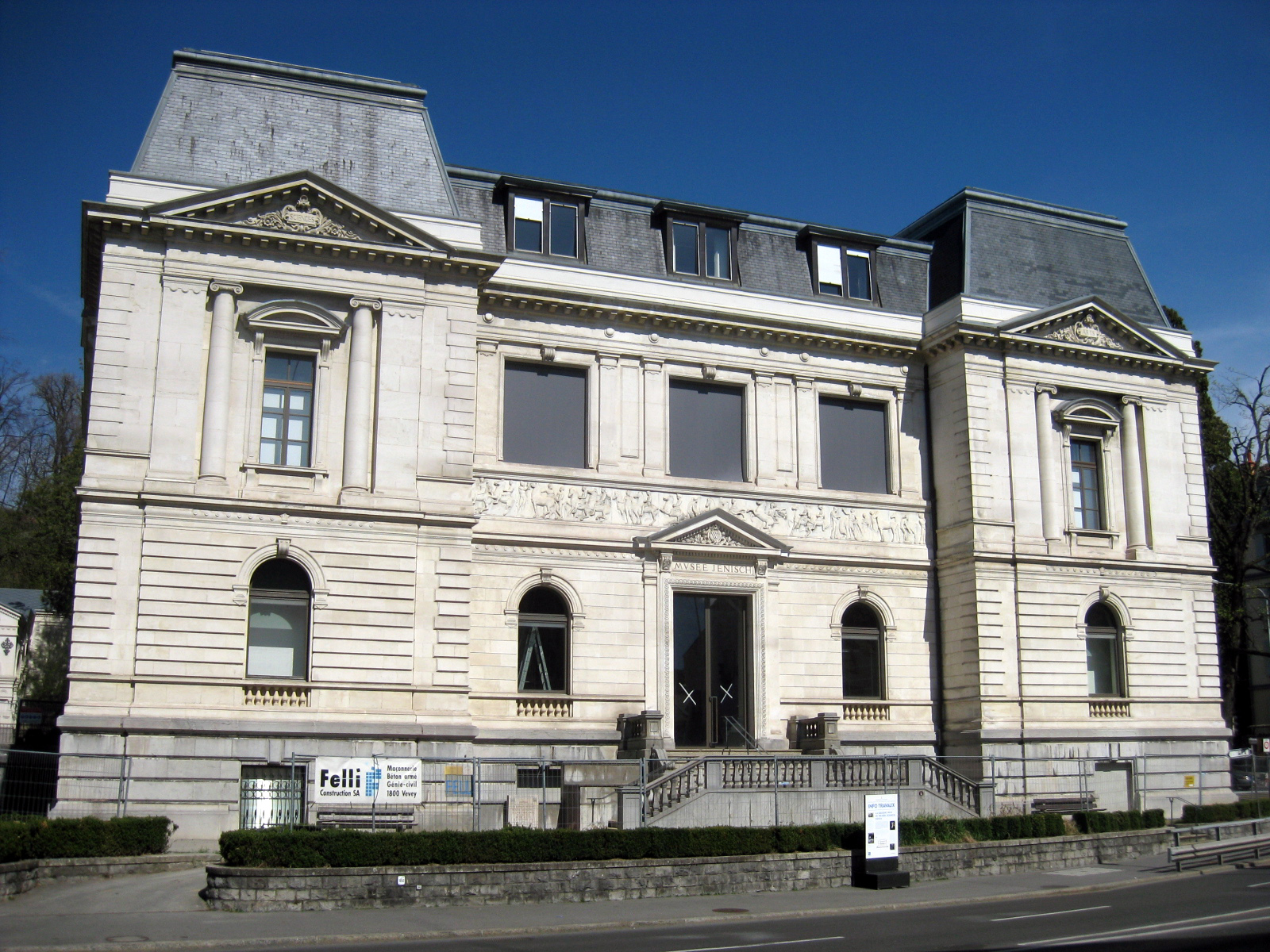
Musée Jenisch in Vevey

Das Musée Jenisch ist ein Kunstmuseum in Vevey. Schwerpunkt der Sammlungen sind Arbeiten auf Papier wie Zeichnungen, Kupferstiche und Druckgrafiken. Als zweitgrösstes Kunstmuseum im Kanton Waadt residiert es seit 1897 in dem neoklassizistischen Gebäude, das von den Architekten Louis Henri Maillard und Robert Convent errichtet wurde.

## Geschichte

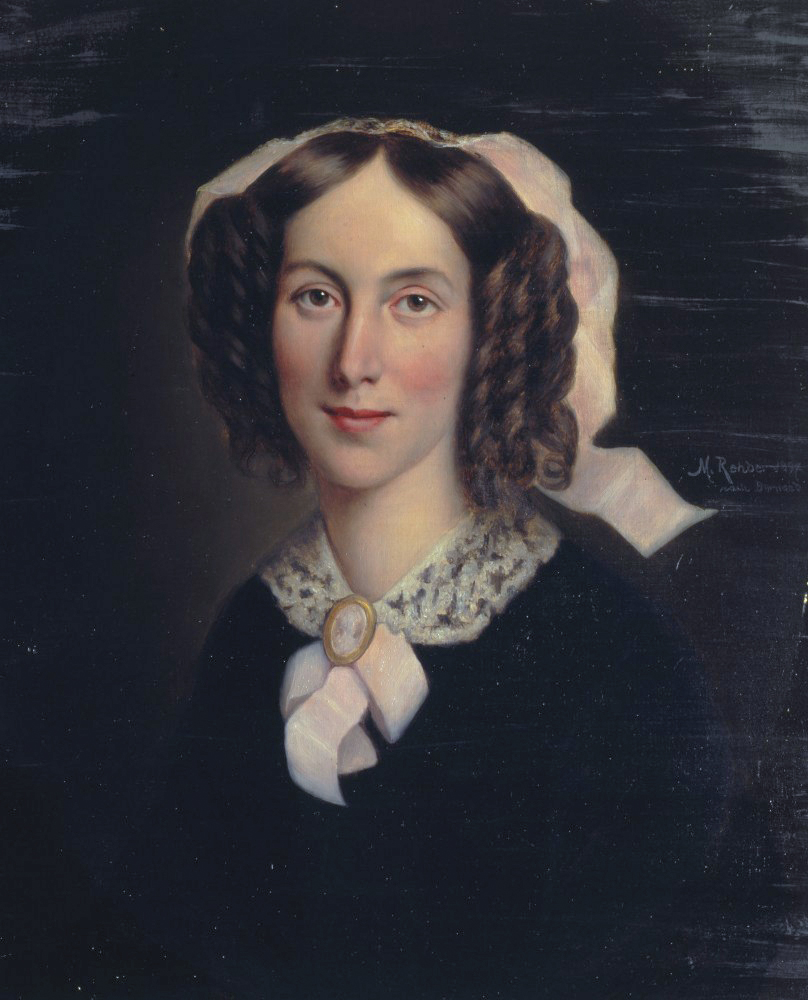
Fanny Henriette Jenisch, Werk Martin Rehders, 1897

Die Finanzierung erfolgte durch eine Schenkung von Fanny Henriette Jenisch (1801–1881), einer Tochter des Lübecker Kaufmanns Ludwig Hermann Roeck (1731–1797), in Höhe von 200'000 Goldfranken an die Stadt Vevey. Sie dankte damit der Stadt für zahlreiche gemeinsame Urlaube, die sie mit ihrem Mann, dem Hamburger Senator Martin Johann Jenisch, dort verbringen konnte, auf dessen Initiative auch das Jenisch-Haus in Hamburg zurückging.
Der Giebel wird von einer Replik des Panthéon-Tympanons «Prospetto del Panteon supplito de suoi ornamenti» geschmückt. Weiterhin zeittypisch wurden die Eingangshalle und die Haupttreppen mit Mosaikböden sowie mit antikisierenden Säulen und Statuetten geschmückt. Für die Architektur verantwortlich waren Louis Henri Maillard und Robert Convert.
Für fast 100 Jahre beherbergte das Museum auch eine naturkundliche Sammlung mit öffentlicher Bibliothek und vielen ausgestopften Tieren, bevor diese in den 1980er Jahren in die Sammlung des Zoologischen Museums in Lausanne eingegliedert wurden.
Seit 1989 sind in den Räumlichkeiten die Oskar-Kokoschka-Stiftung und das kantonale Kabinett untergebracht. Es stellte sich bald heraus, dass trotz Freiwerden der Räume der öffentlichen Bibliothek das Platzangebot zu klein werden würde. Nach dreijähriger Sanierung und Erweiterung wurde das Museum im Juni 2012 der Öffentlichkeit wieder zugänglich gemacht. Die Realisierung oblag dem Architekturbüro Bakker und Blanc in Lausanne. Nach Ansicht der Verwaltung ist in dem Umbau eine Symbiose von Vergangenheit und Moderne geglückt.
Während im Erdgeschoss dreimal jährlich wechselnde Ausstellungen zu sehen sind, ist das Obergeschoss den besonderen Schätzen des Museumbestandes vorbehalten. Dies sind neben dem Raum der Oskar-Kokoschka-Stiftung mit seinen Druckwerken Sammlungen historischer Gemälde vom 16. Jahrhundert bis zur Gegenwart. Dabei spielt die Grafische Sammlung des Kantons Waadt, die in dem Museum beheimatet ist, eine besondere Rolle. In dieser werden mehrmals jährlich Ausstellungen zum Thema Druckgrafik präsentiert, so unter anderem wie die Ausstellung «Print Art Now» zur zeitgenössischen Druckgrafik von der Edition VFO kuratiert wurde.